# Soul Taker
Soul Taker (The Soul Taker 〜魂狩〜?, The Soul Taker ~Tamashii Gari~) è un anime prodotto dalla Tatsunoko, che per la prima volta confeziona un target destinato ad un pubblico più adulto. La serie conta 13 episodi trasmessi in Giappone su WOWOW dal 4 aprile al 22 giugno 2001. In Italia è stata edita in DVD da Dynit che l'ha pubblicata dal 28 ottobre 2005 al 27 gennaio 2006 mentre la prima trasmissione televisiva è avvenuta su MTV durante l'Anime Week l'11 settembre 2005, limitata però al primo episodio, mentre la serie completa è andata in onda su La 7 Cartapiù dal 4 giugno al 27 agosto 2008.
Da questa serie è stata tratta uno spin-off, Nurse Witch Komugi di stampo decisamente più comico rispetto a Soul Taker. Le sigle d'apertura e chiusura sono rispettivamente Soul Taker cantata dai JAM Project e Memory di Shinji Kakijima.

## Trama
In un futuro non troppo lontano una importantissima corporazione, la Kirihara Group, ha preso il controllo della maggior parte del pianeta. Kyosuke Date è un ragazzo che scopre un giorno di essere dotato del misterioso potere di potersi trasformare in un potentissimo essere alato dall'aspetto alquanto demoniaco, chiamato "Soul Taker".
La vita che Kyosuke conosceva sta per cambiare, e man mano riaffiorano i ricordi. La sua vita fino a quel momento è stata solo una bugia e per conoscere la verità sulla propria natura deve assolutamente ritrovare Runa, sorella gemella mai conosciuta. Ma le industrie Kirihara hanno interesse che Kyosuke non scopra la verità e per fermarlo vengono sguinzagliate mostruose creature mutanti.

## Personaggi
Kyosuke Date (伊達 京介?, Date Kyōsuke)
Doppiato da: Mitsuki Saiga (ed. giapponese), Patrizio Prata (ed. italiana)
Un diciassettenne serio e maturo che un giorno si ritrova improvvisamente ucciso, salvo poi risvegliarsi con la non voluta abilità di trasformarsi in una creatura mostruosa dagli incredibili poteri, il "Soul Taker". Non importa quanti sacrifici gli costerà, adesso il suo unico scopo è la ricerca della verità e di sua sorella gemella Runa. Possiede anche il potere della "risonanza psichica".
Soul Taker (ソウルテイカー?, Souru Teikā)
Doppiato da: Mitsuki Saiga (ed. giapponese), Patrizio Prata (ed. italiana)
La forma che Kyosuke prende una volta avvenuta la trasformazione. Il nome deriva da un codice inventato dal Kirihara Group. Con il suo “Sonic Cross,” è in grado di sospendere il proprio nemico a mezz'aria in posizione di crocifisso, mentre la “Lightning Breaker,” è la potentissima arma che gli permette di liberare la luce dell'anima per polverizzare il nemico.
Shiro Mibu (壬生 シロー?, Mibu Shirō)
Doppiato da: Masaya Onosaka (ed. giapponese), Oliviero Corbetta (ed. italiana)
Tutto ciò che Kyosuke conosce di Shiro è che è apparso improvvisamente e ha cominciato a seguirlo nel suo viaggio. Inoltre Shiro sembra conoscere un po' troppi segreti di Kyosuke. È un personaggio molto aggressivo, che utilizza spesso coltelli o mazze da baseball così come spesso predilige le arti marziali.
Komugi Nakahara (中原 小麦?, Nakahara Komugi)
Doppiata da: Halko Momoi (ed. giapponese), Tosawi Piovani (ed. italiana)
Un'infermiera-mutante di 17 anni dell'"Hospital Organization". Il suo principale compito è acquisire intelligenza. Lei usa i propri capelli per creare bisturi e siringhe ipodermiche. Nel tentativo di acquisire l'intelligenza di Kyosuke, Komugi comincia a innamorarsi di lui.
Maya Misaki (岬 真夜?, Misaki Maya)
Doppiata da: Ikue Ōtani (ed. giapponese), Elisabetta Spinelli (ed. italiana)
La misteriosa giovane infermiera che riesuma Kyousuke dalla tomba. È una delle poche persone che condivide il potere della risonanza psichica con Kyosuke. Maya è anche evidentemente innamorata di Kyosuke.
Richard Vincent (リチャード・ビンセント?, Richādo Vinsento)
Doppiato da: Masashi Ebara (ed. giapponese), Natale Ciravolo (ed. italiana)
Potente leader della Hospital Organization, la forma "mutata" di Richard Vincent's conosciuta come Soul Crusher. Possiede un potere simile al "Lightning Breaker" di Kyosuke: il Lightning Crusher. Durante il loro scontro, Soul Crusher rivela di conoscere molto del passato di Soul Taker.

## Episodi
| Nº | Titolo italiano Giapponese 「Kanji」 - Rōmaji                                     | In onda        | In onda           |
| Nº | Titolo italiano Giapponese 「Kanji」 - Rōmaji                                     | Giapponese     | Italiano          |
| 1  | Il segno del demonio 「うつし世は夢 篇」 - Utsushi yo wa yume-hen                 | 4 aprile 2001  | 11 settembre 2005 |
| 2  | Il mondo è un'illusione 「悪魔の紋章 篇」 - Akuma no monshō-hen                   | 11 aprile 2001 | 11 giugno 2008    |
| 3  | Lo scheletro e la ragazza 「髑髏と少女 篇」 - Dokuro to shōjo-hen                 | 18 aprile 2001 | 18 giugno 2008    |
| 4  | Oscurità distorta 「蠢く闇 篇」 - Ugomeku yami-hen                                | 25 aprile 2001 | 25 giugno 2008    |
| 5  | Un mondo non umano 「人外魔境 篇」 - Jingai makyō-hen                             | 2 maggio 2001  | 2 luglio 2008     |
| 6  | Il castello nella stratosfera 「成層圏魔城 篇」 - Seisōken ma-jō-hen              | 9 maggio 2001  | 9 luglio 2008     |
| 7  | L'ultimo legame 「女人果 篇」 - Nyonin hate-hen                                   | 16 maggio 2001 | 16 luglio 2008    |
| 8  | La maschera dell'inferno 「地獄の仮面 篇」 - Jigoku no kamen-hen                  | 23 maggio 2001 | 23 luglio 2008    |
| 9  | Il fantasma di una bellissima donna 「死美人の幻影 篇」 - Shi bijin no gen'ei-hen | 30 maggio 2001 | 30 luglio 2008    |
| 10 | Offerta per il nulla 「虚無への供物 篇」 - Kyomu he no kumotsu-hen                | 13 giugno 2001 | 6 agosto 2008     |
| 11 | Il demonio dell'isola deserta 「孤島の鬼 篇」 - Kotō no oni-hen                   | 20 giugno 2001 | 13 agosto 2008    |
| 12 | La madonna in nero 「黒衣の聖母 篇」 - Kokui no seibo-hen                         | 27 giugno 2001 | 20 agosto 2008    |
| 13 | La fanciulla venuta dall'inferno 「少女地獄 篇」 - Shōjo jigoku-hen               | 4 luglio 2001  | 27 agosto 2008    |